# General Stumm von Bordwehr
General Stumm von Bordwehr ist eine literarische Figur aus Robert Musils Roman Der Mann ohne Eigenschaften und der Held vieler komischer Szenen. In dem Roman wird die Vorbereitung einer fiktiven „Parallelaktion“ beschrieben. Gleichzeitig mit dem für das Jahr 1918 geplanten 30-jährigen Thronjubiläum des deutschen Kaisers Wilhelm II. soll in Österreich die noch größere Feier des 70-jährigen Jubiläums der Thronbesteigung von Kaiser Franz Josef stattfinden. General Stumm von Bordwehr ist der Vertreter des Kriegsministeriums im Vorbereitungskomitee für dieses Fest. Im Zuge seiner Arbeit besucht er auch die Hofbibliothek in Wien, die ihn zutiefst beeindruckt.
Wilhelm Muster setzte in seinem Roman Die Hochzeit der Einhörner (1981) die  fiktive Geschichte des Generals fort. Im Ersten Weltkrieg wird General Stumm schwer verwundet und nur notdürftig durch verschiedene chirurgische Eingriffe am Leben erhalten. Seine restlichen Jahre verbringt er zurückgezogen in Graz. Zu seinen körperlichen Gebrechen (er ist beispielsweise fast blind) kommt noch eine geistige Verwirrtheit, die ihn 1929 den Entschluss fassen lässt, die Universitätsbibliothek Graz anzuzünden. Er dringt heimlich vom Lesesaal aus in einen entlegenen Teil des Kellermagazins vor und stirbt dort, bevor er sein Vorhaben in die Tat umsetzen kann. Erst sechs Jahre später, 1935, wird sein Skelett aufgefunden.